# Tortanus tropicus
Tortanus tropicus is een eenoogkreeftjessoort uit de familie van de Tortanidae. De wetenschappelijke naam van de soort is voor het eerst geldig gepubliceerd in 1932 door Sewell.